# Centris confusa
Centris confusa är en biart som beskrevs av Jesus Santiago Moure 1960. Centris confusa ingår i släktet Centris och familjen långtungebin. Inga underarter finns listade.